# المغرب في الألعاب الأولمبية الشتوية 2010

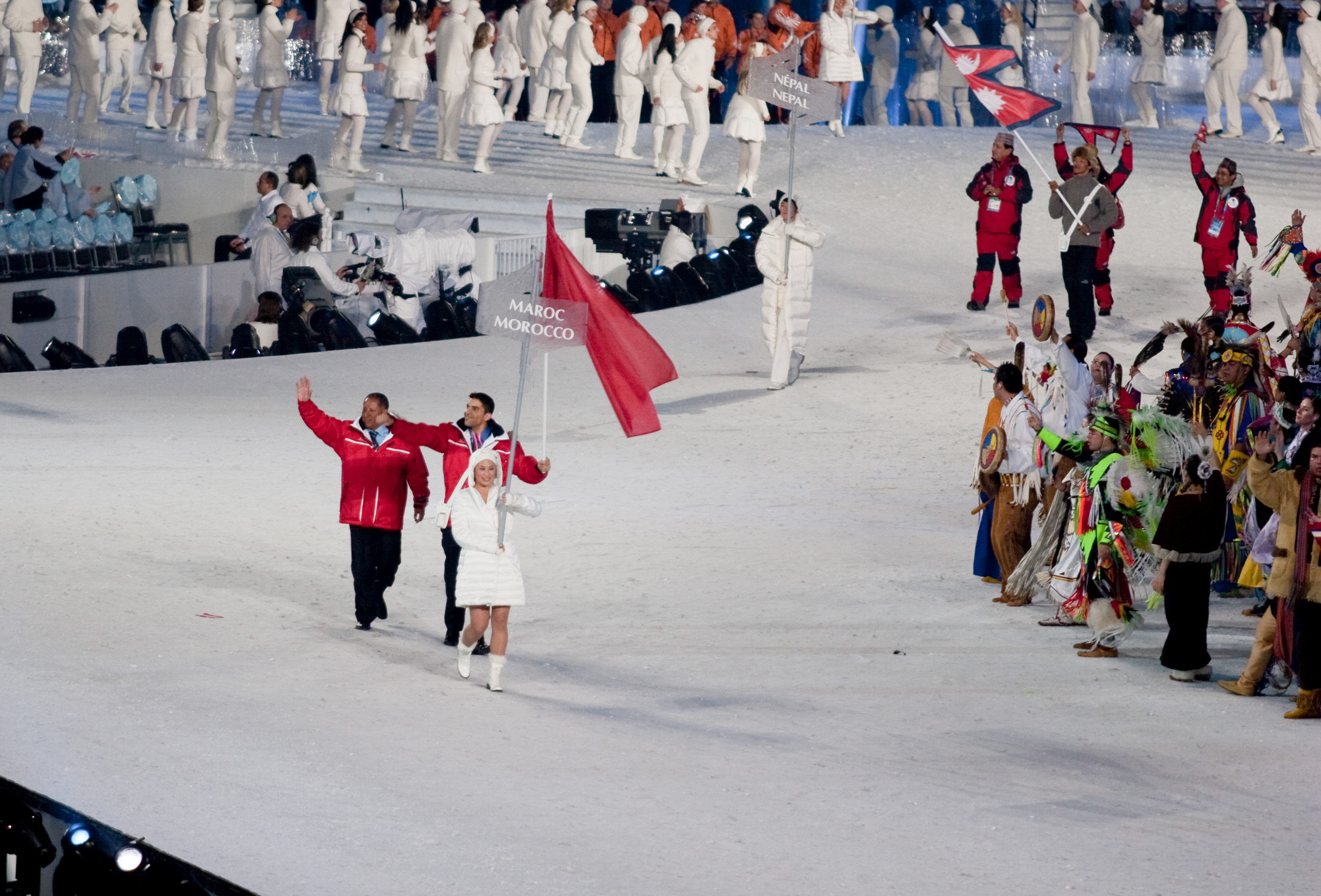
دخول الرياضيون إلى الملعب أثناء حفل الافتتاح.

نافس المغرب في دورة ألعاب أولمبية شتوية 2010 التي أقيمت في فانكوفر في كندا. تكون الفريق المغربي من لاعب واحد، نافس في مسابقة التزلج على المنحدرات.

## التزلج على المنحدرات
| الرياضي      | المسابقة                                                                    | الجولة 1 | الجولة 2 | المجموع | المرتبة |
| ------------ | --------------------------------------------------------------------------- | -------- | -------- | ------- | ------- |
| سمير عزيماني | التزلج على المنحدرات في الألعاب الأولمبية الشتوية 2010 – سباق التعرج للرجال | 1:32.02  | 1:34.61  | 3:06.63 | 74      |
| سمير عزيماني | التزلج على المنحدرات في الألعاب الأولمبية الشتوية 2010 – سباق التعرج للرجال | 1:00.43  | 1:02.00  | 2:02.43 | 44      |